# Hardzeildag

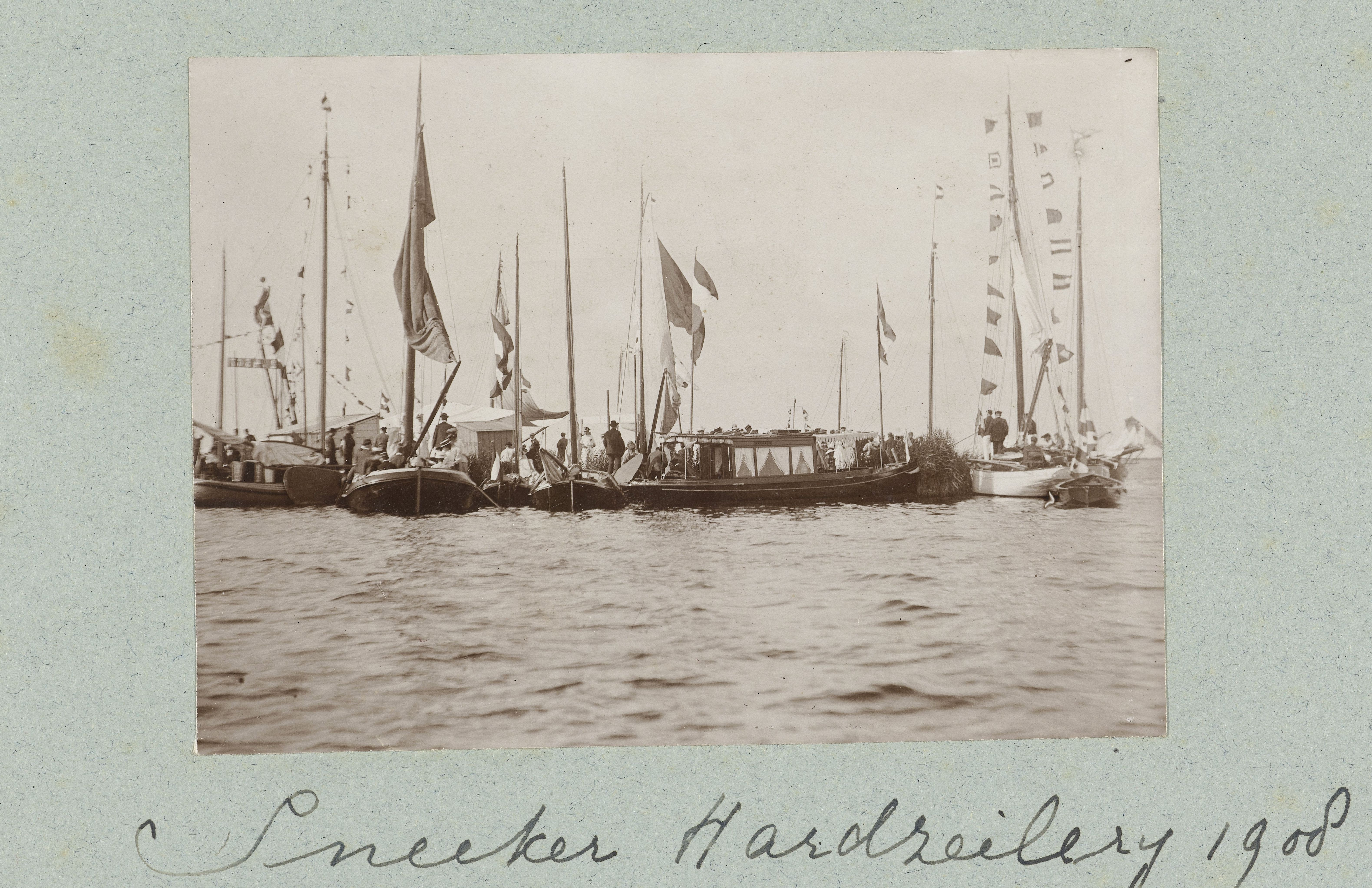
Hardzeildag 1908

Hardzeildag is de benaming voor de woensdag van de Sneekweek. 
De Hardzeildag in de Sneekweek valt elk jaar op de woensdag na de eerste zaterdag van augustus en ontstond uit het zogenoemde admiraalzeilen. Door de komst van de Fransen aan het eind van de 17e eeuw werden deze tradities onderbroken. Nadat Jacob Visser was teruggekeerd uit Franse krijgsdienst, werd er opnieuw een zeilmiddag georganiseerd ter viering van zijn terugkomst. Hierna werd deze zeilwedstrijd elk jaar gehouden op de woensdag die het dichtste lag bij de verjaardag van de nieuwe vorst Koning Willem I. Deze dag is in de loop der jaren uitgegroeid tot wat tegenwoordig bekend is als de Sneekweek.
Op Hardzeildag is tegenwoordig onder andere de Friesland-Holland-race, waarin de Friezen het tegen de Hollanders opnemen. Ook wordt in het centrum van Sneek een braderie gehouden, naast de vele muziekpodia die daar al staan. Veel Snekers trekken deze dag ook naar Café het Ouwe Vat, waar de Putkapel, die bestaat uit voornamelijk de nazaten van de leden van de voormalig Blauhuster Dakkapel, een traditioneel optreden verzorgt.